# Роевз, Морис
Морис Роевз (англ. Maurice Roëves; род. 19 марта 1937, Сандерленд, графство Тайн-энд-Уир, Англия, Великобритания — ум. 14 июля 2020) — шотландский актёр. За свою карьеру снялся более чем в ста фильмах и сериалах.

## Биография
Джон Морис Роевз родился 19 марта 1937 года в Сандерленде, детство будущего актёра прошло в Глазго
В 2009 году Роевз, на тот момент перенёсший операцию по удалению раковой опухоли в лёгких, исполнил роль пожилого тренера футбольной команды «Лидс Юнайтед» Джимми Гордона в спортивной драме «Проклятый Юнайтед»
15 июля 2020 года было объявлено о смерти 83-летнего актёра после продолжительной болезни.

## Фильмография
| Год  |    | Русское название                   | Оригинальное название          | Роль                                |
| ---- | -- | ---------------------------------- | ------------------------------ | ----------------------------------- |
| 1969 | ф  | О, что за чудесная война           | Oh! What a Lovely War          | Джордж Смит                         |
| 1971 | ф  | Когда пробьёт восемь склянок       | When Eight Bells Toll          | лейтенант Уильямс (пилот вертолёта) |
| 1972 | ф  | Молодой Уинстон                    | Young Winston                  | Броки                               |
| 1976 | ф  | Орёл приземлился                   | The Eagle Has Landed           | майор Коркоран                      |
| 1979 | тф | Спасите «Титаник»                  | S.O.S. Titanic                 | Фредерик «Фред» Барретт             |
| 1981 | ф  | Бегство к победе                   | Escape to Victory              | Пири                                |
| 1981 | ф  | Чужая земля                        | Outland                        | убитый шахтёр (в титрах не указан)  |
| 1984 | с  | Частный детектив Магнум            | Magnum, P.I.                   | Хопкинс                             |
| 1984 | с  | Доктор Кто                         | Doctor Who                     | Стотц                               |
| 1984 | с  | Ремингтон Стил                     | Remington Steele               | Ангус Уайтвуд                       |
| 1986 | с  | Север и Юг                         | North and South                | Шэйн                                |
| 1990 | ф  | За завесой секретности             | Hidden Agenda                  | капитан Харрис                      |
| 1990 | ф  | Переступая черту                   | The Big Man                    | Кэм Колвин                          |
| 1992 | ф  | Последний из могикан               | The Last of the Mohicans       | полковник Эдмунд Манро              |
| 1993 | с  | Звёздный путь: Следующее поколение | Star Trek: The Next Generation | капитан ромуланцев                  |
| 1995 | ф  | Судья Дредд                        | Judge Dredd                    | начальник тюрьмы Миллер             |
| 1998 | ф  | Кислотный дом                      | The Acid House                 | Бог / пьяница / священник           |
| 2003 | с  | Воскрешая мёртвых                  | Waking the Dead                | Винни Певерелл                      |
| 2004 | с  | Чисто английское убийство          | The Bill                       | инспектор полиции Том Генри         |
| 2005 | ф  | Тёмные силы                        | The Dark                       | Дафидд                              |
| 2009 | ф  | Проклятый «Юнайтед»                | The Damned United              | футбольный тренер Джимми Гордон     |
| 2013 | с  | Преступления прошлого              | Case Histories                 | Рэй                                 |
| 2015 | ф  | Макбет                             | Macbeth                        | Ментейт                             |